# نادي الساحل (النيجر)
نادي الساحل النيجيري هو نادي كرة قدم نيجري مقره يقع في العاصمة نيامي. فائز ببطولة دوري النيجر الممتاز 12 مرة وهو رقم قياسي. فاز أيضا بكأس النيجر 9 مرات.